# Tontunluoto
Tontunluoto är en ö i Finland. Den ligger i sjön Onkivesi och i kommunen Lapinlax i den ekonomiska regionen  Övre Savolax ekonomiska region  och landskapet Norra Savolax, i den centrala delen av landet, 400 km norr om huvudstaden Helsingfors. Öns area är 3,5 hektar och dess största längd är 350 meter i sydöst-nordvästlig riktning.